# Lucha libre de cholitas

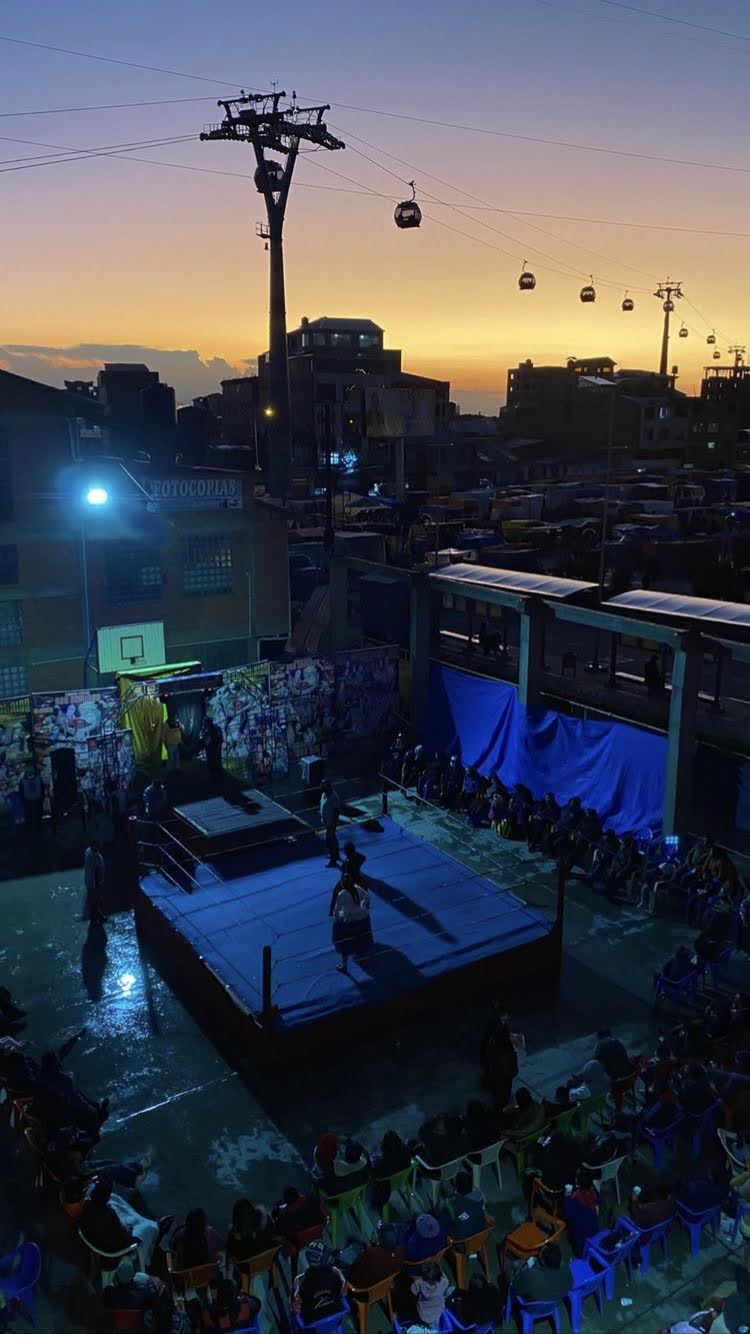
Vista aérea del ring durante una lucha.

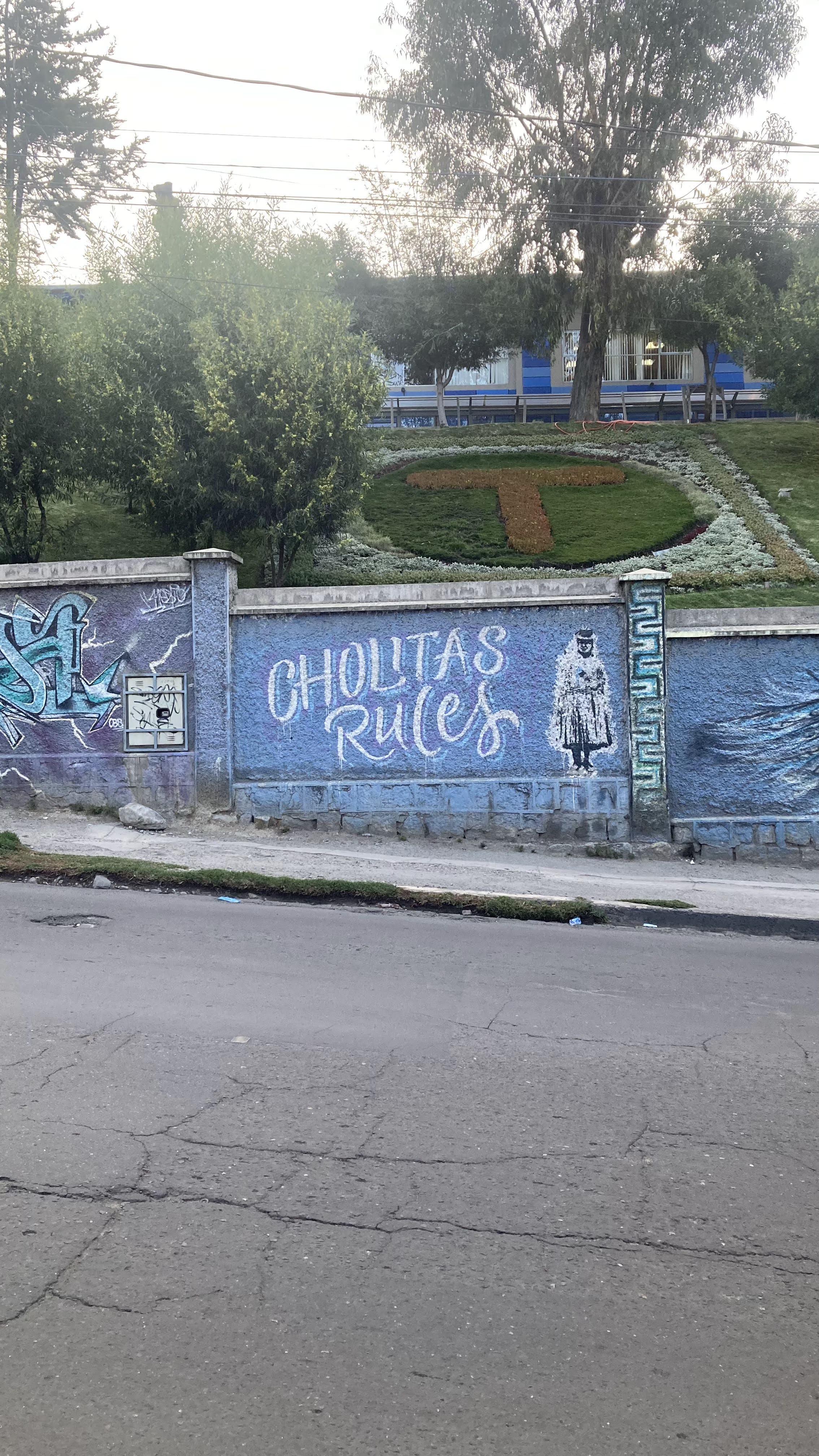
Graffiti en la ciudad de La Paz.

La lucha libre de cholitas es una categoría femenina de lucha libre profesional en su versión boliviana protagonizadas por cholas paceñas en sus atuendos característicos.

## Origen
Este fenómeno inició en el 2002, cuando algunos organizadores de este tipo de peleas decidieron incluir a mujeres. Poco a poco fue ganando  popularidad tanto en Bolivia como también a nivel internacional, haciéndose conocer principalmente en Perú y Argentina, siendo Perú primer país en el que se presentaron de gira. Este deporte de lucha entre mujeres, empezó a exhibirse por primera vez en el coliseo Multifuncional de la ciudad de El Alto, ciudad vecina de la ciudad de La Paz.

## Perfil de las luchadoras
Estas luchadoras bolivianas se caracterizan por usar vestimenta tradicional de chola paceña. Una de las luchadoras bolivianas, Yenny Wilma Maras, de 73 kilos, destacó que este nuevo estilo de lucha  da la impresión de ser un mero juego, pero nada más lejos, ya que requiere un duro entrenamiento y acondicionamiento físico.

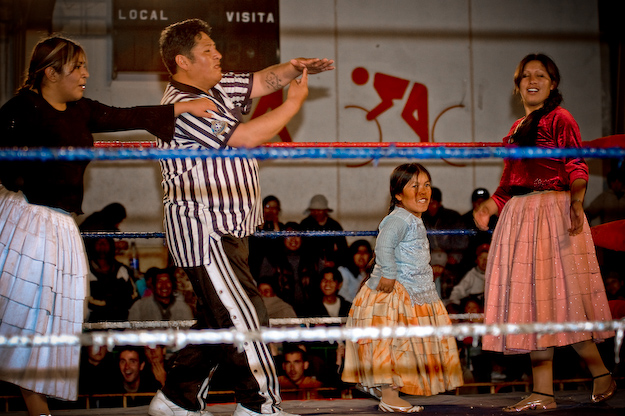
Cholas luchadoras

## Reglas
Esta lucha, al igual que la lucha libre profesional en general, se diferencia de la deportiva en que está dramatizada, es decir que durante los combates las participantes hacen mucho teatro, fingiendo, para darle más entretenimiento a los espectadores.
El combate, librado entre mujeres es similar a los combates masculinos (como los famosos Titanes), pudiéndose librar tanto entre dos mujeres como entre dos grupos. Además de seguir las mismas reglas de la lucha libre tradicional, la lucha de cholitas busca también diferenciarse de su estilo original para ser aún más desarrollada y semieléctico. Durante el combate aplican llaves, candados, tijeras, quebradoras, patadas karatekas y voladoras.

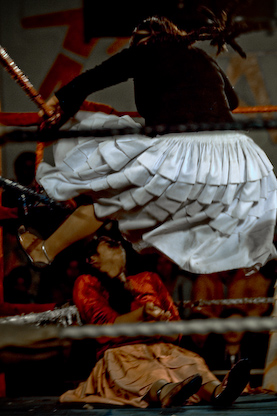
Acrobacias en el ring

## Público
El público que asiste a este espectáculo está compuesto por población local pero el show también se ha convertido en un atractivo turístico,de manera que puede encontrarse una gran cantidad de turistas extranjeros durante la lucha.